# 101 dalmatinac (1961.)
101 dalmatinac (engleski: One Hundred and One Dalmatians) je američki animirani film iz 1961. godine, producenta Walta Disneyja. To je 17. animirani film iz produkcije Disneyjevog studija. Nastavak pod nazivom 101 dalmatinac 2: Pecova avantura u Londonu objavljen je 2003. godine.

## Glasovi
| Lik            | Originalni glas                         | Hrvatski glas                                        |
| -------------- | --------------------------------------- | ---------------------------------------------------- |
| Roger          | Ben Wright (dijalog) i Bill Lee (pjeva) | Nikša Marinović (dijalog) i Denin Serdarević (pjeva) |
| Anita          | Lisa Davis                              | Maja Katić                                           |
| Pongo          | Rod Taylor                              | Enes Vejzović                                        |
| Perdita        | Cate Bauer                              | Marija Tadić                                         |
| Cruella de Vil | Betty Lou Gerson                        | Senka Bulić                                          |
| Horace         | Frederick Worlock                       | Davor Borčić                                         |
| Jasper         | J. Pat O'Malley                         | Dražen Bratulić                                      |
| Neni           | Martha Wentworth                        | Lena Politeo                                         |
| Narednik Tibs  | David Frankham                          | Željko Šestić                                        |
| Pukovnik       | J. Pat O'Malley                         | Pero Juričić                                         |
| Voditelj kviza | Tom Conway                              | Boris Miholjević                                     |
| Lucy           | Mimi Gibson                             | Mirela Brekalo                                       |
| Njuško         | Tudor Owen                              | Ranko Tihomirović                                    |

## Vanjske poveznice
- 101 dalmatinac u internetskoj bazi filmova IMDb-a